# Stig Lundström (idrottsledare)
Stig Åke Lundström, född 3 december 1948, död 27 december 2021, var en svensk idrottsledare som 2006–2008 var ordförande för IFK Göteborg.
Utöver att tidigare ha drivit en ICA-affär i Göteborgsförorten Angered, ICA Maxi i Torslanda och att vara klubbdirektör i IFK Göteborg så har Stig Lundström också bland annat varit styrelseordförande i Lindex, vice ordförande i Ellos samt styrelseledamot i Stena Line.[källa behövs]